# Dasyvalgus poilaneorum
Dasyvalgus poilaneorum är en skalbaggsart som beskrevs av Renaud Maurice Adrien Paulian 1961. Dasyvalgus poilaneorum ingår i släktet Dasyvalgus och familjen Cetoniidae. Inga underarter finns listade i Catalogue of Life.